# N-Acetilglucosamina
N-Acetilglucosamina (N-acetil-D-glucosamina, en anglès N-acetylglucosamine o GlcNAc, o NAG) és un monosacàrid derivat de la glucosa. És una amida entre glucosamina i àcid acètic. Té la fórmula molecular de C₈H15NO₆, una massa molar de 221.21 g/mol i és significatiu en diversos sistemes biològics.
És part d'un biopolímer de la paret cel·lular, feta d'unitats alternants de GlcNAc i N-àcid acetilmurínic (MurNAc), creuat amb oligopèptids concretament per l'apèndix d'àcid làctic de MurNAc. Aquesta estructura s'anomena peptidoglicà (anteriorment anomenada mureïna-murein).
El GlcNAc és la unitat monomèrica del polímer quitina, dels insectes i crustacis. És el principal component de la ràdula dels mol·luscs, els becs dels cefalòpodes i un component secundari de la paret cel·lular dels fongs.
Polimeritzat amb àcid glucurònic, forma hialuronà.
S'ha informat que el GlcNAc és un inhibidor de l'elastasa alliberada pels leucòcits humans, tanmateix és una inhibició més feble que la de la N-acetil-galactosamina.

## Ús mèdic
S'ha proposat pel tractament de malalties autoimmunes, i tests recents han donat alguns resultats amb èxit.